# Sông Aras
Aras (cũng viết là Araks, Arax, Araxi, Araxes, Araz, hay Yeraskh; tiếng Armenia: Արաքս hay Երասխ (Araqs hay Erasx), tiếng Azerbaijani: Araz, tiếng Ba Tư: ارس (Aras), tiếng Thổ Nhĩ Kỳ: Aras, tiếng Kurd: Aras or Erez; tiếng Nga: Аракс; Latinh: Aboras), là sông chảy qua các quốc gia Thổ Nhĩ Kỳ, Armenia, Azerbaijan, và Iran. Sông có tổng chiều dài 1.072 kilômét (666 mi), và diện tích lưu vực là 102.000 km², đây là một trong các sông dài nhất tại vùng Kavkaz.
Sông Aras bắt nguồn từ Erzurum, Thổ Nhĩ Kỳ và hợp với sông Akhurian ở đông nam của Digor, chảy dọc theo biên giới Thổ Nhĩ Kỳ-Armenian, và sau đó chảy gần một hành lang nối Thổ Nhĩ Kỳ với vùng tách rời Nakhchivan của Azerbaijan. Sông sau đó chảy dọc theo biên giới Iran-Azerbaijan và Iran-Armenia. Sông tiếp tục chảy dọc theo biên giới giữa Iran và phần lãnh thổ chính của Azerbaijan đến nơi gặp sông Kura tại làng Sabirabad.

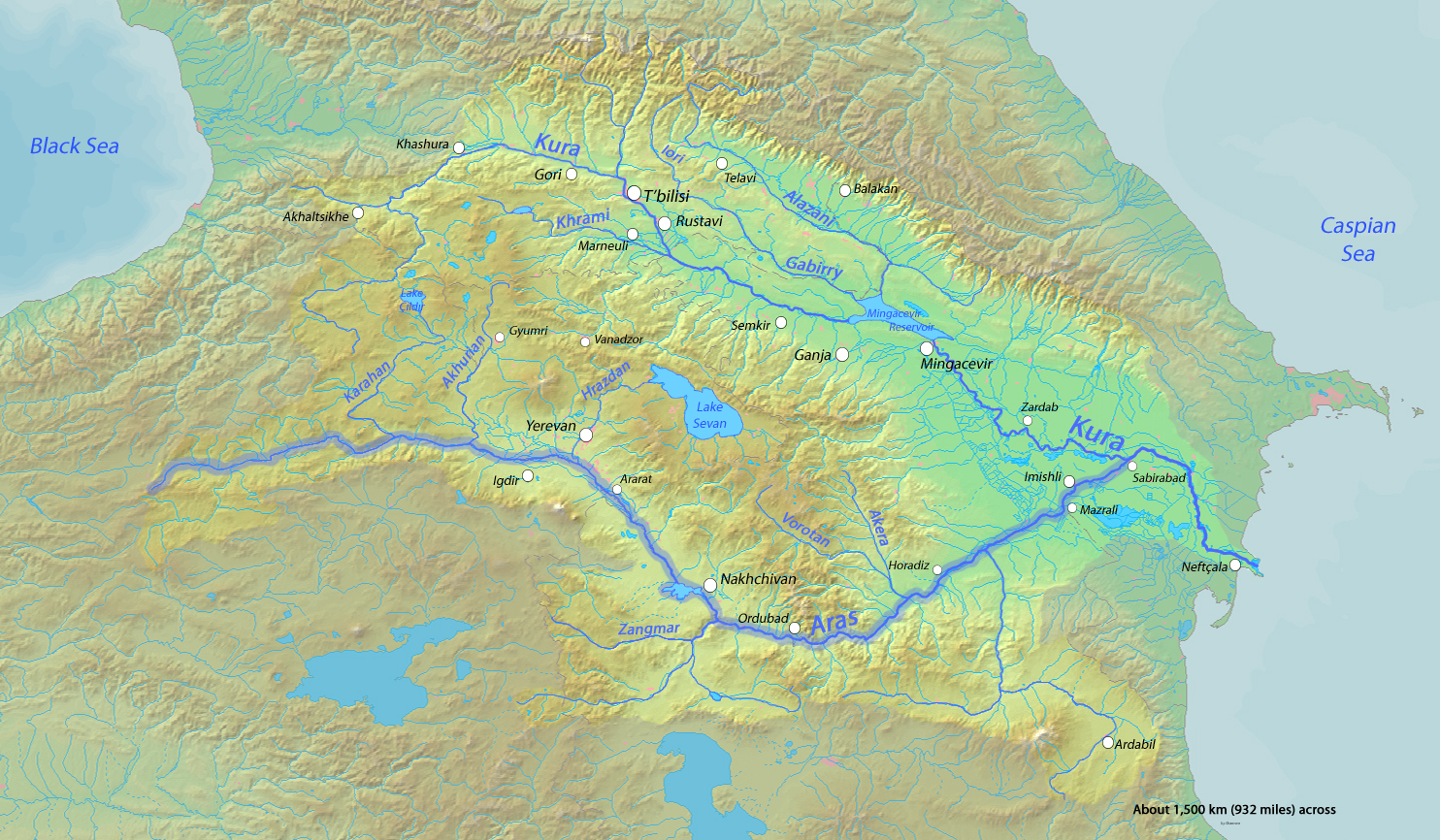
Dòng chảy của sông Aras được tô đậm

Các sông Zangmar, Sariso, Ghotour, Hajilar, Kalibar, Ilghena, Darreh và Balha là những chi lưu chính của Aras từ phía nam (hữu). Tại Thổ Nhĩ Kỳ, sông Ghareso chảy vào từ phía tả. Các sông Akhurian, Metsamor, Hrazdan, Azat, Vedi, Arpa, Vorotan, Voghdji và Megri từ Armenia ở phía bắc. Sông Khachin, Okhchi, Kuri và Kandlan chảy vào từ Azerbaijan ở phía bắc (tả).